# آرام‌پز

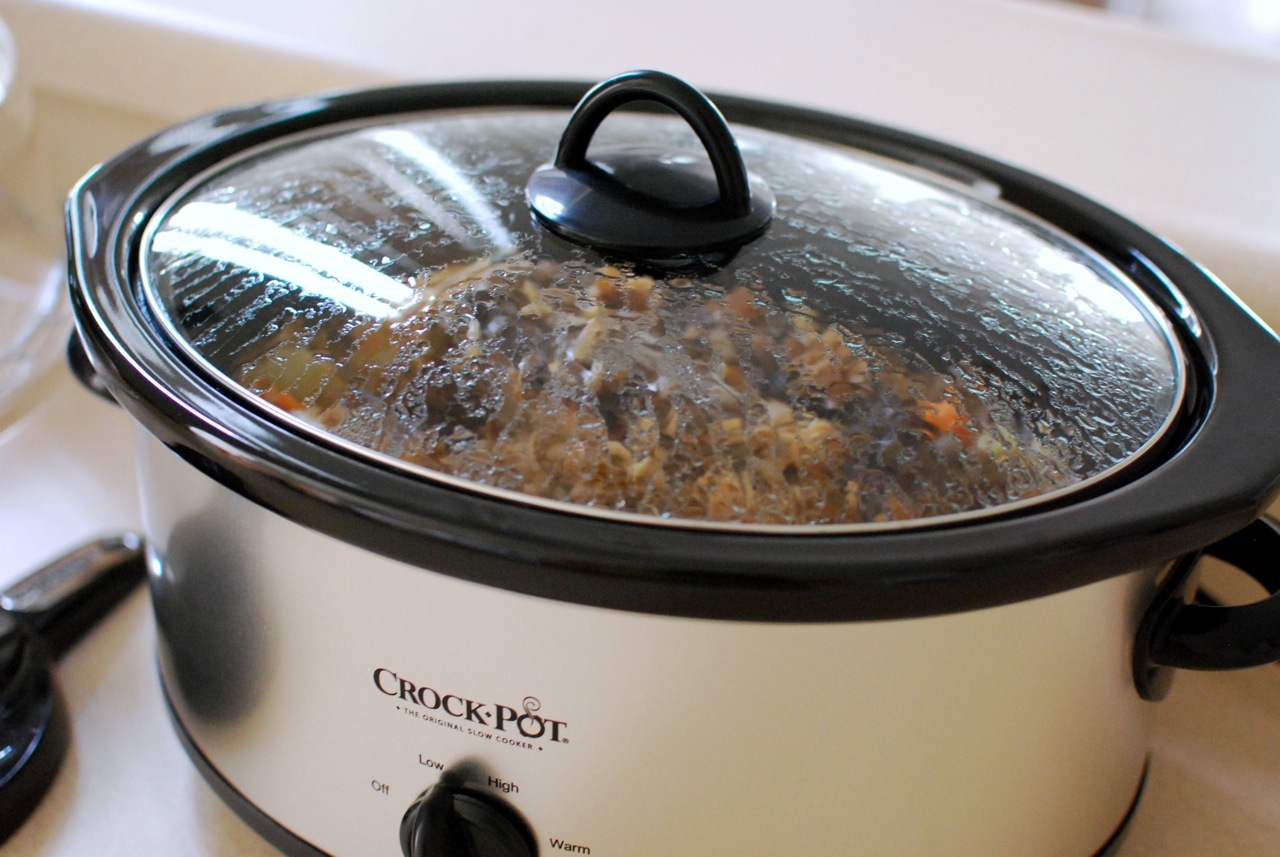
آرام پزی از شرکت کروم پات

آرام‌پز دیگ و دیگچه‌ای بیشتر برقی در انواع و اشکال و ساخت‌ها و جنس‌های مختلف است که خوراک را نرم نرم و در دمای کم، (بین ۱۷۰ تا ۲۸۰درجه فارنهایت معادل ۷۶ تا ۱۳۷ درجه سانتیگراد) با مصرف ناچیز انرژی و حفظ خواص طبیعی می‌پزد. در نخستین سالهای دهه هشتاد بنگاه سازنده لوازم خانگی ناکسون شیکاگو این وسیله را ساخت و رقابت میان سازندگان گوناگون با ارائه نو‌آوری‌های رنگارنگ بر سر به‌دست گرفتن بازار آغاز شد. این وسیله، به‌خصوص نوع رقومی (دیجیتالی‌اش)  برای زنان شاغل کمک بزرگی است.